# Boriss Artemjevs
Boriss Artemjevs (ur. 19 stycznia 1965 w Rydze) – łotewski bobsleista, dwukrotny uczestnik igrzysk olimpijskich (1992, 1994).
W lutym 1992 roku uczestniczył w igrzyskach olimpijskich w Albertville. Wziął udział w czwórkach mężczyzn, w których wspólnie z Zintisem Ekmanisem, Aldisem Intlersem i Otomārsem Rihtersem zajął 16. miejsce. Dwa lata później wystąpił na igrzyskach w Lillehammer. Ponownie uczestniczył w czwórkach. Łotewski bob, w którym poza nim znaleźli się Ekmanis, Intlers i Didzis Skuška, również uplasował się na 13. pozycji.